# Tillandsia imporaensis
Tillandsia imporaensis är en gräsväxtart som beskrevs av Renate Ehlers. Tillandsia imporaensis ingår i släktet Tillandsia och familjen Bromeliaceae. Inga underarter finns listade i Catalogue of Life.